# Xiis
 (mai 2018).
Si vous disposez d'ouvrages ou d'articles de référence ou si vous connaissez des sites web de qualité traitant du thème abordé ici, merci de compléter l'article en donnant les références utiles à sa vérifiabilité et en les liant à la section « Notes et références ».
Xiis est une commune dans la région de Somaliland en Somalie.

## Historique
Cette ville a été assimilée au port antique de Mundus, décrit dans le Périple de la mer Érythrée.